# هاردینگ کوردن
هاردینگ کوردن (انگلیسی: Henry Corden؛ ۶ ژانویهٔ ۱۹۲۰ – ۱۹ مهٔ ۲۰۰۵) یک هنرپیشه اهل کانادا بود.
از فیلم‌ها یا برنامه‌های تلویزیونی که وی در آن نقش داشته است می‌توان به ده فرمان و زندگی پنهان والتر میتی اشاره کرد.